# Gemmei

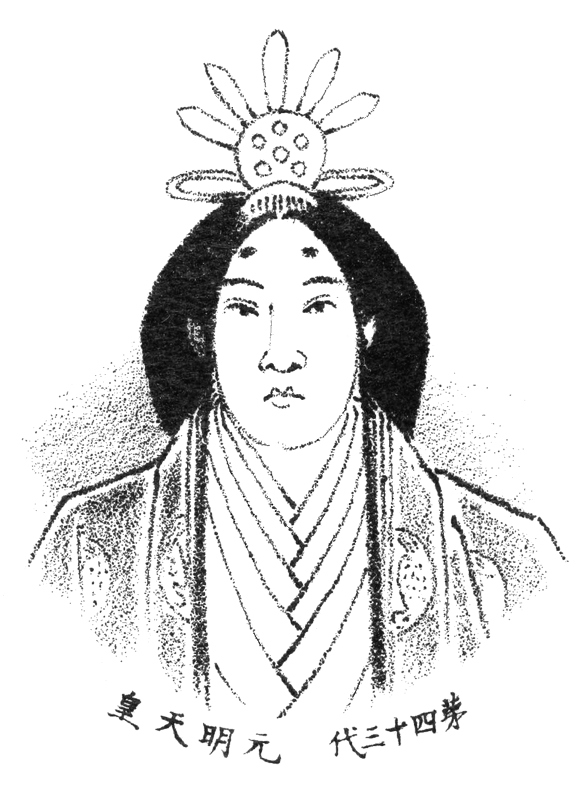
Kaiserin Gemmei

Kaiserin Gemmei (jap. 元明天皇, Gemmei-tennō auch Gemmyō; * 661; † 29. Dezember 721; Regierungszeit: 707–715) war, nach traditioneller Zählung, die 43. Tennō von Japan und die vierte Frau in diesem Amt.

## Leben
Sie war eine Tochter Kaiser Tenjis und heiratete Kronprinz Kusakabe no Miko (posthum: Hinameshi), der Sohn von Kaiser Temmu und Kaiserin Jitō und gleichzeitig ihr Cousin und Neffe war. Ihr Eigenname war Ahe no hime miko (Prinzessin Ahe). Nachdem ihr Sohn Kaiser Mommu verstorben war, bestieg sie den Thron, um so die Nachfolge ihres Enkels Prinz Obito (Kaiser Shōmu) zu sichern. Nach ihrer Thronbesteigung 707 (im 7. Monat, 17. Tag), richtete sie mit dem jutō toneri ryō eine persönliche Garde für sich und Prinz Obito ein.
Aus Anlass von Kupferfunden wurde als Nengō (Ära-Name) der am 11. Januar 708 beginnenden Ära Gemmeis „Wadō“ (和銅 = ‚japanisches Kupfer‘) gewählt. Die in einer neu eingerichteten Prägeanstalt ab 708 hergestellten Kupfermünzen (Wadō-Sen) gelten als die ersten in Japan geprägten Münzen (siehe Japanische Währungsgeschichte).
710 verlegte sie die Hauptstadt von Fujiwara-kyō (heute: Kashihara) nach Heijō-kyō (heute: Nara), wodurch die Nara-Zeit zu ihrem Namen kam. Sie war hauptsächlich für die Vollendung des Kojiki im Jahre 712 verantwortlich, den ihr Schwiegervater Kaiser Temmu 680 in Auftrag gegeben hatte, der bis zu seinem Tod 686 aber nicht fertiggestellt wurde.
Kaiserin Gemmei förderte die Politiker Fujiwara no Fuhito und Prinz Nagaya. Bereits 715 dankte sie zugunsten von Mommus Schwester Genshō ab. Shōmu trat später die Nachfolge von Genshō an.